# Wspólnota administracyjna Rain (powiat Donau-Ries)
Wspólnota administracyjna Rain – wspólnota administracyjna (niem. Verwaltungsgemeinschaft) w Niemczech, w kraju związkowym Bawaria, w rejencji Szwabia, w regionie Augsburg, w powiecie Donau-Ries. Siedziba wspólnoty znajduje się w mieście Rain, które jednak od 1 lipca 2021 do niej nie należy.
Wspólnota administracyjna zrzesza cztery gminy wiejskie (Gemeinde): 
- Genderkingen, 1 149 mieszkańców, 11,67 km²
- Holzheim, 1 130 mieszkańców, 19,62 km²
- Münster, 1 178 mieszkańców, 16,20 km²
- Niederschönenfeld, 1 370 mieszkańców, 14,39 km²